# Frigyes Hidas
Frigyes Hidas, född 25 maj 1928 i Budapest, Ungern, död där 7 mars 2007, var ungersk kompositör.
Han studerade vid Franz Liszt-akademin i Budapest. Han var musikdirektör vid nationalteatern i Budapest 1951-1966 och vid stadens operetteater 1974-1979.